# Territórios reivindicados pelas Filipinas
As Filipinas reivindicaram muitos territórios ao longo de sua história. Esses territórios incluem as ilhas Spratly, partes de Bornéu do Norte e o  Recife de Scarborough

## Territórios principais reivindicados

### Ilhas do Mar da China Meridional
As Filipinas reivindicam o no Mar da China Meridional como parte de seu território. O país afirma que esses recursos marítimos estão dentro de sua zona econômica exclusiva (ZEE). A ZEE das Filipinas reivindicada na porção oriental do Mar da China Meridional é designada como "Mar Ocidental das Filipinas" pelo governo filipino.

### Recife de Scarborough

Mapa mostrando a área aproximada correspondente à extensão oficial do Mar das Filipinas Ocidental no Mar da China Meridional. A área contém as ilhas Spratly e o Recife de Scarborough, territórios reivindicados pelas Filipinas.

O Recife de Scarborough, mais corretamente descrito como um grupo de ilhas, atóis e recifes em vez de um cardume, está localizado no Mar da China Meridional. A massa de terra mais próxima é a cidade de Palauig, na província de Zambales na Ilha de Luzon, a 221 km. São cerca de 198 km oeste da Baía de Subic.
As Filipinas, a República Popular da China e Taiwan reivindicam isso. Em abril de 2012, as Filipinas acusaram os barcos chineses de pescar ilegalmente e pediram que eles saíssem.
As Filipinas estão reivindicando jurisdição sobre o banco de areia com base nos critérios jurídicos estabelecidos pelo direito internacional público sobre os métodos legais de aquisição de soberania. Entre os critérios (ocupação efetiva, cessão, prescrição, conquista e acréscimo), as Filipinas disseram que o país "exerceu tanto ocupação efetiva quanto jurisdição efetiva sobre Bajo de Masinloc desde sua independência". Assim, afirma ter erguido bandeiras em algumas ilhas e um farol que é reportado à Organização Marítima Internacional . Afirma também que as Forças Navais das Filipinas e dos Estados Unidos o utilizaram como área de impacto e que seu Departamento de Meio Ambiente e Recursos Naturais realizou estudos científicos, topográficos e marinhos sobre o cardume, enquanto os pescadores filipinos o utilizaram regularmente como local de pesca e sempre o fizeram considerou-o seu. Da mesma forma, vários engajamentos e prisões de pescadores chineses já foram feitos no banco de areia pela Marinha das Filipinas por usar métodos ilegais de pesca e captura de espécies marinhas ameaçadas de extinção.
A base jurídica da afirmação das Filipinas é baseada no direito internacional sobre aquisição de soberania. Assim, o governo filipino explica que é sua reivindicação da Zona Econômica Exclusiva (ZEE) nas águas ao redor de Scarborough Shoal é diferente da soberania exercida pelas Filipinas no próprio cardume (recife).  
A base chinesa para a afirmação é que o cardume teria sido descoberto pela primeira vez por chineses no século 13 e historicamente usado por pescadores chineses.

### Ilhas Spratly
As Filipinas afirmam 52 formas de relevo no grupo da Ilha Spratly. Destes 52 formas de relevo, apenas cinco ilhas, duas ilhotas e três recifes estão sob ocupação filipina: a Ilha Flat (Patag), a Ilha Loaita (Kota), a Ilha Nanshan (Lawak), a Ilha Thitu (Pagasa), a Ilha West York (Lika), o Lankiam Cay (Panata), o Nordeste Cay (Parola), o Recife Irving (Balagtas), o Recife Commodore (Rizal) e o Recife Thomas Segundo.  Algumas das outras formas de relevo reivindicadas, mas não ocupadas pelas Filipinas no momento, são ocupadas pelo Vietnã, China, Taiwan ou Malásia. Os acidentes geográficos no grupo das Ilhas Spratly que não foram reivindicados pelas Filipinas são tipicamente aqueles que estão mais próximos do Vietnã. O relevo mais distante que as Filipinas reivindicam é o Recife Ladd, que atualmente está ocupado pelo Vietnã.
As Filipinas estabeleceram um município na província de Palauã chamado Kalayaan  em homenagem a todos os acidentes geográficos encontrados na ilha de Pag-asa.

### Bornéu do Norte

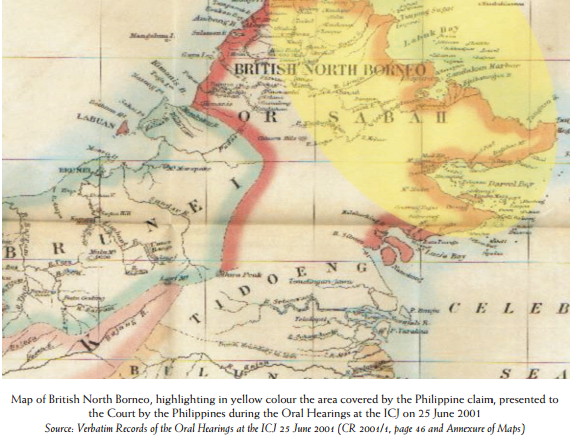
O mapa do Bornéu do Norte britânico com a área amarela cobriu a reivindicação filipina ao leste de Sabah, apresentado pelo governo filipino ao ICJ em 25 de junho de 2001

Entre 1658 e 1700, o Sultanato de Sulu adquiriu a parte oriental do território do Bornéu do Norte depois de ajudar as forças Bruneianas a resolver uma guerra civil. O arquipélago de Sulu então ficou sob o controle dos espanhóis, enquanto a área de Bornéu do Norte foi administrada pelos britânicos depois que os sultões de Brunei e Sulu concordaram em ceder seu controle. As partes ocidental e oriental do Bornéu do Norte tornaram-se conhecidas como Bornéu do Norte.
Em seu processo de descolonização iniciado em 1946, a Grã-Bretanha incluiu Sabah na recém-formada Federação da Malásia. As Filipinas, que já haviam conquistado sua independência dos Estados Unidos, protestaram contra a formação da Malásia e pleitearam todo o território do norte de Bornéu sob a administração do presidente Diosdado Macapagal. No entanto, durante uma reunião para planejar Maphilindo, o governo filipino afirmou que não tinha objeções à formação da Malásia, mas alegou que o sultão de Sulu queria o pagamento do governo britânico.
O primeiro primeiro-ministro da Malásia, Tunku Abdul Rahman, disse que retornaria a Kuala Lumpur para protestar contra a reivindicação das Filipinas.
O presidente das Filipinas, Ferdinand Marcos, mais tarde reviveu a reivindicação e treinou vários combatentes Moro para recuperar o território em uma missão secreta chamada Operação Merdeka . No entanto, quando os recrutas obtiveram conhecimento de sua verdadeira missão, a maioria deles exigiu voltar para casa, pois não queriam matar seus companheiros muçulmanos em Sabah. Seu pedido foi negado; Marcos não mandou seus soldados de volta, mas executou a maioria dos combatentes em um evento conhecido como massacre de Jabidah. 
Isso causou o surgimento de uma insurgência no sul das Filipinas, e a reclamação continuou a ser escalada por outros reclamantes do extinto Sultanato de Sulu. Cada um desses reclamantes tentou se dar legitimidade ao se autoproclamarem como o novo Sultão de Sulu, com o apoio de políticos do governo central das Filipinas que desejavam incorporar Sabah às Filipinas. A maioria dos novos requerentes e políticos filipinos hoje usam o pagamento do arrendamento da Malásia prometido como seu principal motivo para assumir o controle do território e também como um motivo perante a Corte Internacional de Justiça (CIJ).